# 新田基氏
新田 基氏（にった もとうじ）は鎌倉時代の武将。鎌倉幕府御家人。新田氏本宗家の6代当主。新田政氏の五男。子に新田朝氏など。新田義貞の祖父にあたる。

## 経歴
父・政氏の没後、五男でありながら兄たちを差し置いて、19歳で新田氏の当主となった。
基氏の兄たちの早世の記録は不明だが、当主になった経緯により、生母は当時の最高権力者である北条氏の一門赤橋氏一族の赤橋秀時の娘と推測する説がある。
一族の大舘家氏による水田を巡る抗争で、園田庄の当主である園田秀俊（藤姓足利氏一族）と新田一族（母系）の岩松経兼とその子の岩松朝兼・岩松政経兄弟と争う報を受けて大舘家氏の子である宗氏を擁護した。しかし、幕府からは園田・岩松の両氏に優位になるような処置を受けた。
1324年に72歳で没した。「沙弥道義七十二逝去元亨四季甲子六月十一日巳時」（円福寺五輪塔銘の原文）『新田氏根本資料』より。
墓は、群馬県太田市の円福寺にある。